# Elvis Pompilio
Pour les articles homonymes, voir Pompilio.
Elvis Pompilio, né en 1961 à Liège, est un célèbre modiste et chapelier belge, issu de l'immigration italienne.

## Biographie
Il fait ses premiers pas en habillant les poupées Barbie de sa sœur.
Il a fait six ans d'études en arts plastiques à Liège, à l'ICADI (Institut Communal des Arts Décoratifs et Industriels), ou il a appris la décoration, la sculpture, la photo, le lettrage.
Convaincu de l'utilité dans l'accessoire dans l'habillement, il lance sa ligne de chapeaux, en parallèle à un emploi dans une agence de publicité.
Établi dans son appartement-atelier situé à Liège, il reçoit des  commandes de particuliers ou de stylistes reconnus comme Valentino, Ann Demeulemeester, Thierry Mugler ou Dior.
Il s'installe à Bruxelles pour y exercer son activité à temps plein et possède des boutiques à Bruxelles, Anvers, Paris et Londres et où ses créations sont aussi distribuées dans quelques points de vente.
Ses créations sont appréciées par une clientèle nombreuse et parfois connue comme Jean Collins, Harrison Ford, Madonna, Sharon Stone, Yannick Noah, Axelle Red, Mickey Rourke, Amélie Nothomb, Lio, Étienne Daho, Blondie, Arielle Dombasle mais aussi par les familles royales d’Angleterre, de Norvège, de Suède ainsi que de Belgique[réf. nécessaire].